# Spilopimpla antennalis
Spilopimpla antennalis är en stekelart som först beskrevs av André Seyrig 1935.  Spilopimpla antennalis ingår i släktet Spilopimpla och familjen brokparasitsteklar. Inga underarter finns listade i Catalogue of Life.